# 上波格罗姆诺耶农村居民点
上波格罗姆诺耶农村居民点（俄语：Верхнепогроменское сельское поселение）是俄罗斯联邦伏尔加格勒州中阿赫图巴区所属的一个农村居民点。其下辖有3个居民点，行政中心为上波格罗姆诺耶。据2016年统计，该农村居民点的人口为2391人。